# Santa Ana (Schiff)
Die Santa Ana war ein 112-Kanonen-Linienschiffen (Dreidecker) und Typschiff der gleichnamigen Klasse der spanischen Marine, das von 1784 bis 1816 in Dienst stand.

## Allgemeines
Das am 22. März 1783 georderte und im Mai 1783 getaufte Schiff wurde unter der Bauaufsicht des Schiffbaumeisters Romero Landa auf der Reales Astilleros de Esteiro in Ferrol im Juni 1783 auf Kiel gelegt. Der Stapellauf erfolgte am 29. September 1784 und die Indienststellung am 24. November 1784.
Als Flaggschiff des spanischen Admirals Ignacio María de Álava kämpfte es 1805 in der Schlacht von Trafalgar. Dort wurde sie schwer beschädigt und fiel in die Hände der Briten, konnte aber zwei Tage später von französisch-spanischen Streitkräften zurückerobert und nach Cadiz gebracht werden.